# شجرة حقيقية

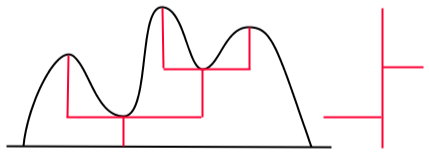

في الرياضيات، يطلق تعبير الشجرة الحقيقية أو شجرة- {\displaystyle \mathbb {R} }، على أي فضاء متري (M،d) أي أن
لأي x، وy في M يوجد قوس فريد من x وحتى y وهذا القوس ما هو إلا قطعة جيوديسية. ونعني هنا بالقوس من x وحتى y الصورة في M للتضمين الطوبولوجي f من فترة [a،b] إلى M أي أن f(a)=x وf(b)=y. ويعني الشرط بأن يكون القوس قطعة جيوديسية أن الخريطة f أعلاه من الممكن اختيارها لتصبح تضمينًا متساوي القياس، أي أنه يمكن اختيارها بحيث يكون لكل z، t في [a،b] |d(f(z)، f(t))=|z-t وf(a)=x، f(b)=y.
وبالمثل، يكون الفضاء المتري الجيوديسي M شجرة حقيقية إذا وإذا فقط كان M فضاء زائدي-δ مع δ=0.
فالأشجار الحقيقية الكاملة هي فضاءات مترية أحادية (Kirk 1998).
توجد نظرية عمل الزمرة على أشجار-R، المعروفة باسم آلة ريب، والتي تعد جزءًا من نظرية الزمرة الهندسية.

## الأشجار-R التباسطية
شجرة- R التباسطية هي شجرة-R خالية من «الشذوذ الطوبولوجي». وبوجه أكثر دقة، يطلق على النقطة x في شجرة-R T إنها عادية إذا كان لدى T-x بالضبط اثنين من المكونات. أما النقاط غير العادية فهي مفردة. ونعرف شجرة-R التباسطية بأنها شجرة-R التي تتميز نقاطها المفردة بأنها متقطعة ومغلقة.

## أمثلة
- من الممكن اعتبار أن كل شجرة شجرة-R هي بنية بسيطة تفصل بين النقاط المتجاورة مسافة واحدة.
- تحول مترية باريس السطح المستوي إلى شجرة-R. إذا كانت هناك نقطتان على نفس الشعاع في السطح المستوي، فإن المسافة بينهما تعرف باسم مسافة إقليدية. وإلا، تعرف المسافة بينهما بأنها مجموع المسافات الإقليدية لهتين النقطتين إلى نقطة الأصل. وبوجه عام فإن أي فضاء قنفذ يعد مثالاً على نموذج الشجرة الحقيقية.
- شجرة-R التي تم الحصول عليها بالطريقة التالية غير تباسطية. ابدأ بالفترة [0,2] وقم بالربط، لكل عدد صحيح إيجابي n، وفترة الطول 1/n إلى النقطة 1-1/n في الفترة الأصلية. تكون مجموعة النقاط المفردة متقطعة، ولكنها لا تتمكن من الإغلاق لأن 1 نقطة عادية في شجرة-R هذه. ومن خلال ربط فترة ما إلى 1 سوف ينتج عنه مجموعة مغلقة للنقاط المفردة على حساب التقطيع.